# Hulasinahalli, Alur
Hulasinahalli là một làng thuộc tehsil Alur, huyện Hassan, bang Karnataka, Ấn Độ.